# Astrid a Belgiei, Arhiducesă de Austria-Este
Prințesa Astrid a Belgiei, Arhiducesă de Austria-Este (n. 5 iunie 1962), este al doilea copil și singura fiică a regelui Albert al II-lea al Belgiei și a reginei Paola. Prințesa Astrid este sora mai mică a actualului rege Filip al Belgiei. Este soția Prințului Lorenz, Arhiduce de Austria-Este, șeful Casei de Austria-Este, care este o ramură a Casei de Habsburg-Lorena.